# Moravcsik Ernő Emil
Moravcsik Ernő Emil (Bér, 1858. március 16. – Budapest, 1924. október 9.) elmeorvos, a pszichiátria professzora, az MTA levelező tagja.

## Élete
Moravcsik Mihály evangélikus lelkész fia, Moravcsik Géza (1855–1929) öccse.
A gimnáziumot Aszódon és Iglón végezte; az orvosi tudományokat a budapesti egyetemen hallgatta, ahol 1881 novemberében egyetemes orvosdoktorrá avatták. 1881-82-ben a gyógyszertani tanszék mellett mint gyakornok, majd mint tanársegéd volt alkalmazva. 1882. augusztustól 1883. szeptember végéig a Szent Rókus Kórház bőr- és bujakóros osztályán, majd szülészeti és nőgyógyászati osztályán mint segédorvos működött. 1883. október 1-től 1889. október 1-ig az elmekórtani tanszék mellett mint tanársegéd volt alkalmazásban. 1887. áprilisban a budapesti egyetemen az elmekór- és gyógytan magántanárává képesítette magát és júliusban az igazságügyminiszterium által a budapesti királyi törvényszéknél a letartóztatottak és elítéltek megfigyelő osztályának vezetésével bízták meg. 1886-ban a királyi orvosegyesület jegyzővé majd titkárrá választotta. 1890-ben az igazságügyi orvosi tanács tagja, 1892-ben a budapesti egyetemen a törvényszéki elmekórtan és lélektan rendkívüli tanára lett. 1894-ben a törvényszéki orvosi vizsgáló bizottság tagja, 1902. február 9-én az elmekór- és gyógytan (pszichiátria) nyilvános rendes egyetemi tanára lett a budapesti orvosegyetemen, ahol 1924-ig tanított. 1921-ben ő volt az egyetem rektora. 1924-ben lett a Magyar Tudományos Akadémia levelező tagja.
Tagja a magyar jogászegylet börtönügyi bizottságának is. Tanulmányi szempontjából beutazta Német-, Franciaország, Anglia, Belgium és Svájc nevezetesebb helyeit; 1892-ben a Brüsszelben tartott nemzetközi bűnügyi embertani kongresszus tiszteletbeli elnökévé választatott.

## Tudományos eredményei
Részt vett hallucinációk, alkoholizmus, a veszettség, a neurodegeneratív rendellenességek, pszichotikus rendellenességek, központi idegrendszeri szifilisz, hisztéria kutatásában. Pszichiátria tankönyvet is írt.

## Művei
- Vizsgálátok a tuberculosis körül. Orvosi Hetilap 27, ss. 945-956, 1883
- Casuisticus adatok a törvényszéki lélektanhoz. Közeg. és Törvény. Orvos., 1885
- A veszettségről kórokai észleletek alapján. Orvosi Hetilap 30, ss. 909; 929, 1886
- Önkéntes suggestio hystero-epilepsiás betegnél. Orvosi Hetilap, 1886
- A veszettsegről kórokai észleletek alapján. Orvosi Hetilap 30, ss. 909; 929, 1886
- Az alcoholismusról kórokai észleletek és vizsgálatok alapján. Orvosi Hetilap 30, ss. 281; 342, 1886
- További adatok a veszettség kórokai képéhez. Orvosi Hetilap 31, ss. 89-93, 1887
- Néhány gyakorlati megjegyzés a hystericáról és hypnotismusról egy castrált hystero epilepsiás eset kapcsán. Orvosi Hetilap 33, ss. 365; 378; 390, 1889
- A gyakorlati elmekórtan vázlata. Bp, 1888.
- Hysteriás látótér éber és hypnotikus állapotban. Orvosi Hetilap, 1890
- A degeneratív tünetek jelentősége a bűnösségi hajlamnál. Gyógyászat 31, ss. 13-17, 1891
- A környéki ingerek befolyása az érzékcsalódásokra. Orvosi Hetilap 36, s. 496, 1892
- A perlekedő tébolyodottságról. Bp, 1893.
- Az elmekórtan haladása. Gyógyászat 35, 1895
- Gyakorlati elmekórtan. Budapest, Magyar Orvosi Könyvkiadó Társulat, 1897
- Az orvos működési köre az igazságügyi közszolgálatban. Budapest, 1901
- A fogságban fejlödő elmebetegségről. Orvostud értek. gyűjt. Magy. orv. Arch., 1901
- Az idegbetegségek gyógyítása. Budapest, 1903
- A psychiatria fejlődése hazánkban az utolsó 50 év alatt. Orvosi Hetilap 50, ss. 38-42, 1906
- Künstlich hervorgerufene Halluzinationen. Centralblatt für Nervenheilkunde und Psychiatrie 29, ss. 209-216, 1906
- La question de la détention des personnes à responsabilité restreinte et des ivrognes invétérés. Arch. anthrop. crim. 21, ss. 283-95, 1906
- A tanúzási képességröl. Orvosi Hetilap 51, s. 285, 1907
- Ueber einzelne motorische Erscheinungen Geisteskranker. Allg. Ztschr. f. Psychiat. 64, ss. 733-760, 1907
- Rascher Wechsel expansiver und depressiver Zustandsbilder in einem Falle progressiver Paralyse. Zentralblatt für Nervenheilkunde und Psychiatrie 31, ss. 409-11, 1908
- Die Schutzmassregeln der Gesellschaft gegen die Verbrecher. Monatschr. f. Krim.-Psychol. 8, ss. 529-555, 1911
- Experimente über das psychogalvanische Reflexphänomen. Journal für Psychologie und Neurologie 18, ss. 186-199, 1911
- Ueber Morphinismus. Wien. med. Wchnschr. 64, ss. 2253-2261, 1914
- Elmekór- és gyógytan. Budapest, Magyar Orvosi Könyvkiadó Társulat, 1914

## Külső hivatkozások
- Magyar életrajzi lexikon
- Monos Emil (szerk.): Rectores Medici. Semmelweis Kiadó, 2005 ISBN 9789639214927 ss. 94-95
- Moravcsik Ernő Emil Österreichisches Biographisches Lexikon 1815-1950. Bd. 6 (Lfg. 29), s. 368
- Baran B, Bitter I, Fink M, Gazdag G, Shorter E. Károly Schaffer and his school: The birth of biological psychiatry in Hungary, 1890-1940. „Eur Psychiatry”, 2007. doi:10.1016/j.eurpsy.2007.10.003

## Fordítás
- Ez a szócikk részben vagy egészben  az   Ernő Emil Moravcsik című lengyel Wikipédia-szócikk ezen változatának fordításán alapul.  Az eredeti cikk szerkesztőit annak laptörténete sorolja fel. Ez a jelzés csupán a megfogalmazás eredetét és a szerzői jogokat jelzi, nem szolgál a cikkben szereplő információk forrásmegjelöléseként.